# Raoul Blanchard
Raoul Blanchard, född 4 september 1877, död 24 mars 1965, var en fransk geograf.
Blanchard blev docent vid universitetet i Grenoble 1906, var professor där från 1913 och prefekt för det 1908 grundade Institut de géographie alpine för utforskande av de franska alpernas geografi. Bland Blanchards arbeten märks La Flandre, étude de géographie (1906) Grenoble, étude de géographie urbaine (1911), Les Alpes française (1925), La guerre et l'industrie française (1925), Asie occidentale (1929), Le géographie de l'industrie (1904) och Les Alpes occidentale (2 band, 1939-1942).